# Relations entre les États-Unis et les Samoa
Les États-Unis et les Samoa entretiennent des relations bilatérales (en).